# Deček, ki ga je ugriznil kuščar
Deček, ki ga je ugriznil kuščar (italijansko: Ragazzo morso da un ramarro), je slika italijanskega baročnega slikarja Caravaggia. Obstaja v dveh različicah, obe naj bi bili Caravaggiovi deli, ena v Fondazione Roberto Longhi v Firencah, druga v Narodni galeriji v Londonu.

## Datacija
Obe različici naj bi nastali v obdobja 1594-1596. Po besedah umetnostnega zgodovinarja Roberta Longhija se zdi zadnji konec tega obdobja bolj verjeten kot čas nastanka, saj imata sliki vse znake zgodnjih del, naslikanih v hiši Caravaggiovega prefinjenega pokrovitelja kardinala Francesca Del Monteja in ker Caravaggio ni prišel v kardinalovo palačo Madama do leta 1595.

## Identiteta modela
Kot pri vseh zgodnjih delih Caravaggia tudi tu ostaja veliko odprtih vprašanj, tudi o identiteti modela se je precej razpravljalo.
Ena od teorij je, da je bil model Mario Minniti, Caravaggiov spremljevalec in model za številne druge slike iz tega obdobja; razkošni, kodrasti temni lasje in stisnjene ustnice izgledajo podobno, toda na drugih slikah, kot sta Deček s košaro sadja in Vedeževalka, je Mario manj ženstven.
Michael Fried je namesto tega predlagal, da je slika prikrit Caravaggiov avtoportret. Fried trdi, da so roke - ena iztegnjena, druga dvignjena - v podobnem položaju kot slikar, ki med slikanjem drži paleto.

## Simbolizem
Po besedah Leonarda J. Slatkesa simbolika slike verjetno izhaja iz teme Apolona Sauroktonosa, v kateri strupeni močerad zmaguje nad bogom, medtem ko razporeditev različnih sadežev nakazuje Štiri temperamente, pri čemer je močerad (kuščar) simbol ognja v času Caravaggia. Močerad je imel tudi falične konotacije, slikarja pa bi ga lahko navdihnil Martialov epigram: »Ad te reptani, puer insidiose, lacertae Parce: cupit digitis illa perire tuis. (Prizanesi temu kuščarju, ki se plazi se proti tebi, izdajalski deček /  umreti hoče med tvojimi prsti).

## Slog
Prizadeta poza je bila morda neizogibni rezultat eksperimenta, za katerega se zdi, da se ga je tukaj Caravaggio lotil: opazovanja in beleženja hudih čustev - presenečenja in strahu - v situaciji, ko je bilo resnično presenečenje nemogoče in kjer je bilo treba držati pozo precej časa. Kritiki Caravaggiovega vztrajanja pri slikanju le iz življenja bodo kasneje opozorili na to omejitev njegove metode: podredil se je čudovito realističnim (če teatralnim) statičnim kompozicijam, ne pa tudi prizorom, ki vključujejo gibanje in nasilje. Šele v poznem obdobju, ko se zdi, da je delal bolj iz domišljije, bo Caravaggio lahko popolnoma rešil to težavo. Kljub temu je Deček, ki ga je ugriznil kuščar, pomembno delo v umetnikovem zgodnjem opusu ravno zato, ker prikazuje izhod iz brezzračne tišine zelo zgodnjih del, kot sta Deček, ki lupi sadež in Bolan Bakh in celo implicitno nasilje, vendar dejansko statiranje delu, kot so Kvartopirci.

## Vir
Kot je prvi predlagal Roberto Longhi, je na Caravaggia verjetno vplivala slavna risba Dečka, ki ga je uščipnil rak, renesančne slikarke Sofonisbe Anguissole.